# Perroquet jaco
Psittacus erithacus
Pour les articles homonymes, voir Jaco.
Espèce
Statut de conservation UICN

 EN A2bcd+3bcd : En danger
Statut CITES
Le Gris du Gabon ou Perroquet jaco (Psittacus erithacus) est une espèce d'oiseaux de la famille des Psittacidae. C'est le meilleur parleur parmi les perroquets et le plus vendu en France et en Belgique.

## Dénomination
Son nom normalisé CINFO est perroquet jaco, mais il est appelé de différentes façons dans le langage courant et commercial. Outre gris du Gabon, il est aussi couramment appelé gris d'Afrique et gris du Congo.
Son nom latin vient de psittacus, signifiant "perroquet" , et erithacus, issu du grec ancien εριθακος (erithakos) et désignant un oiseau imitateur non identifié, généralement associé au rouge-gorge ou au rougequeue mais ayant possiblement désigné le gris du Gabon chez le philosophe Porphyrius Tyrius.

## Description

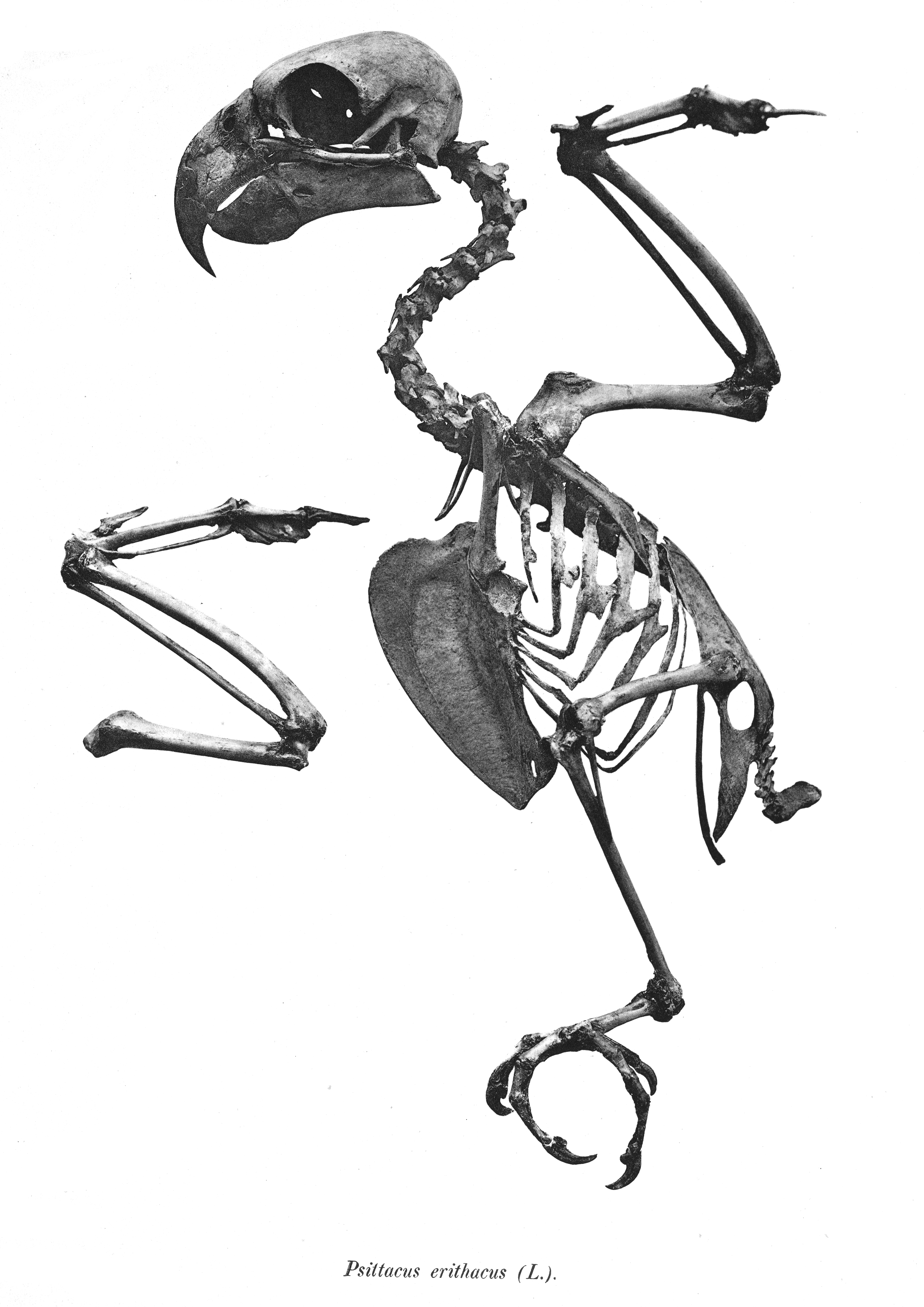
squelette du Jaco

La peau qui recouvre le pourtour de l’œil est nue et blanchâtre. L’iris est jaunâtre. La tête est écaillée de blanc sur un fond gris, couleur se poursuivant en se fonçant progressivement, en allant vers le dos et la poitrine. Les ailes sont gris moyen. Les rectrices et les couvertures sus-caudales sont rouges écarlate brillant,,. Le bec et les pattes varient du gris au brun noirâtre. Les juvéniles immatures ont davantage de rouge, notamment du rouge foncé sur l'extrémité des rectrices et des iris gris.
Il pèse entre 400 et 500 g et mesure environ 40 cm de long.
Il est très proche du Perroquet timneh, qui était anciennement considéré comme une sous-espèce du perroquet jaco. Celui-ci mesure entre 30 et 35 cm de long et a des plumes rectrices sur sa queue de couleur marron à brun foncé et non rouges. Elle est aussi globalement d'un gris plus foncé.

## Répartition et habitat

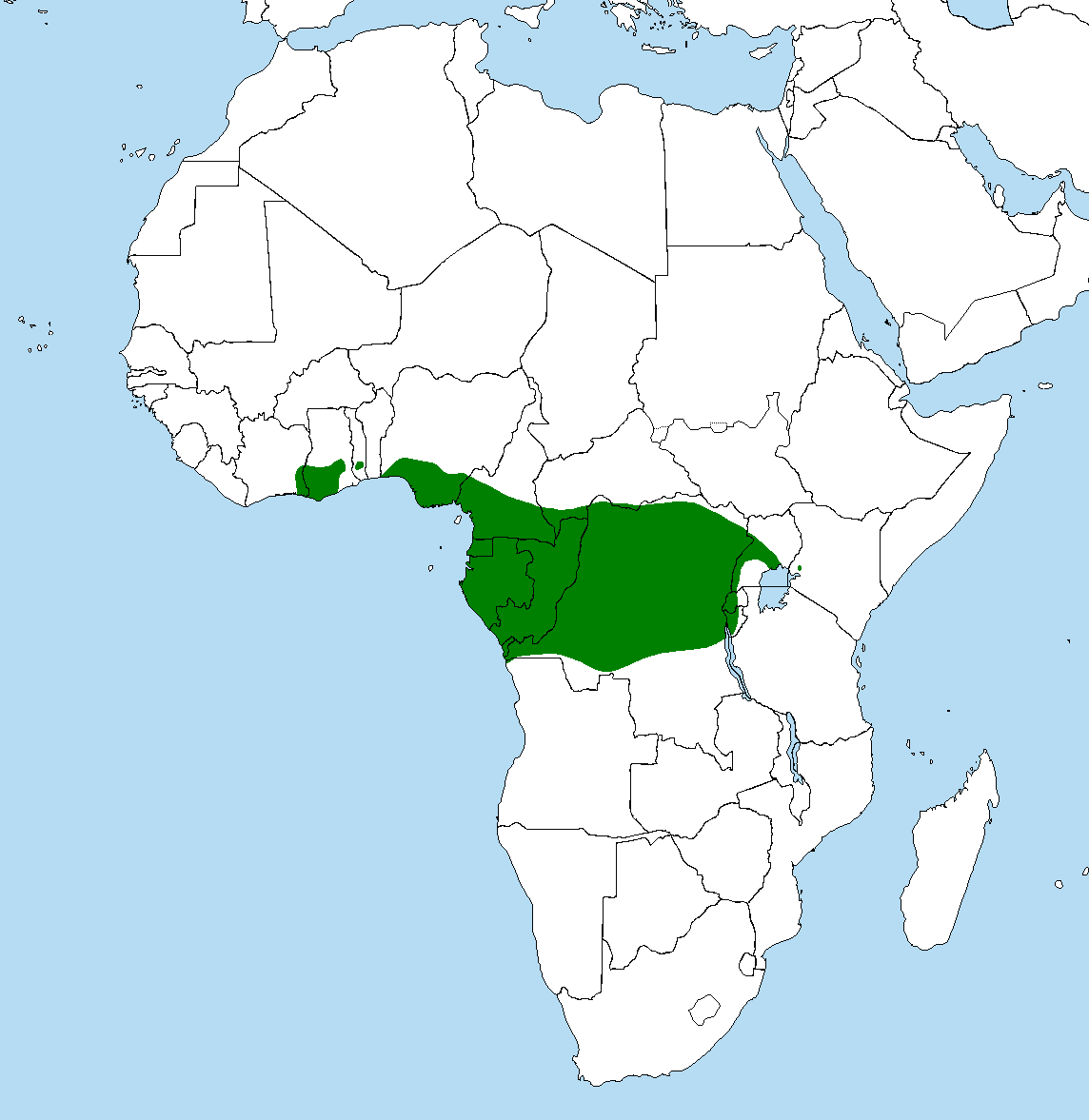
Distribution géographique du Gris du Gabon

### Répartition
Le gris du Gabon habite le centre ouest de l'Afrique, de la Guinée à l'ouest du Kenya. On trouve également des populations à Bioko et Principe, ainsi qu'en Guinée-Bissau et au sud du Mali. Le fleuve Comoé ivoirien constitue une séparation approximative entre la distribution de P. erithacus (à l'est) et celle de son proche cousin P. timneh (à l'ouest).

### Habitat
On le trouve dans les forêts (primaires ou secondaires), de préférence ouvertes, et les savanes boisées. Il tend à sortir de la forêt le jour pour chercher de la nourriture et à s'y réfugier la nuit. Selon les zones et les saisons, on peut trouver entre 6 et 63 individus par km2.

## Écologie et comportement

### Alimentation
Le perroquet jaco se nourrit majoritairement de fruits, ainsi que de fleurs, de bourgeons et de graines. Il est également capable de consommer des herbes. Il est assez flexible et modifie son alimentation en fonction des saisons. Un des fruits les plus importants est celui du palmier à huile, qui est disponible toute l'année.

### Reproduction
La période de reproduction du gris du Gabon commence en mars, et dure jusqu'à la fin avril, pour une ponte entre la fin d'avril et la fin mai. Celle-ci dure généralement entre 6 et 11 jours, en fonction du nombre d'œufs, généralement compris entre 2 et 3 avec des extrêmes allant de 1 à 5. Les œufs mesurent en moyenne 38,3 × 31,3 mm, et sont de couleur blanche. L'incubation dure entre 29 et 33 jours. 
Les jeunes gris du Gabon sont relativement petits et mesurent environ 3 sur 4 cm. Ils sont nourris par régurgitation de nourriture liquide comme c'est le cas chez d'autres Psittacidés ; le mâle s'occupe de chercher la nourriture et la transmettre à la femelle qui la transmet ensuite à ses petits. Ces derniers ne quittent le nid que 147 jours en moyenne après l'éclosion.
Entre 65 et 70% des nichées arrivent à leur terme ; parmi les échecs, la moitié est due à la prédation, suivie de la désertion du nid, de l'infiltration d'eau de pluie et de la chute des petits.
C’est un oiseau grégaire, mais lorsqu’il atteint la maturité sexuelle, le gris du Gabon se choisit une partenaire et s’unit pour la vie.

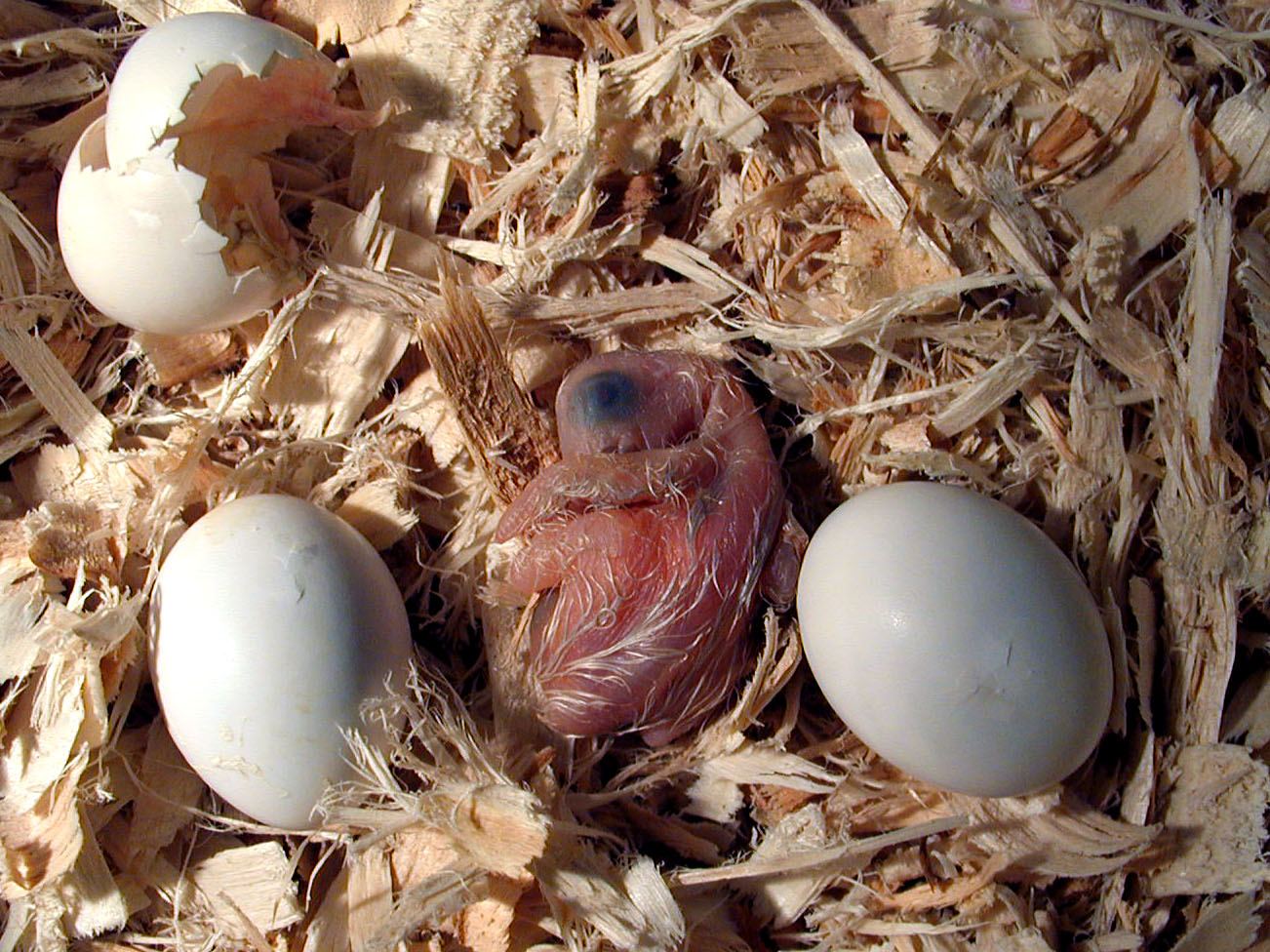
Œufs et nouveau-nés
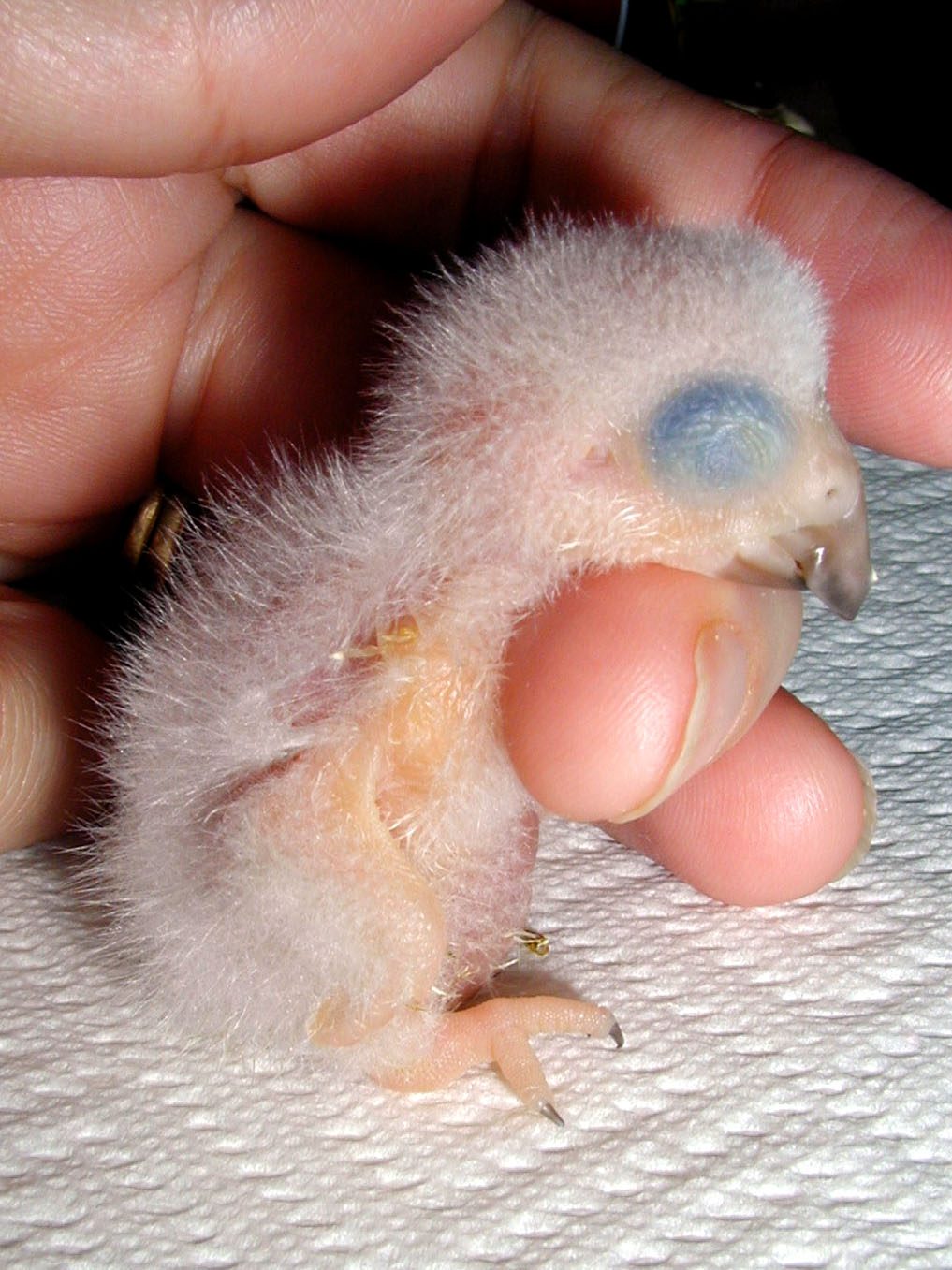
Nouveau-né d'un jour
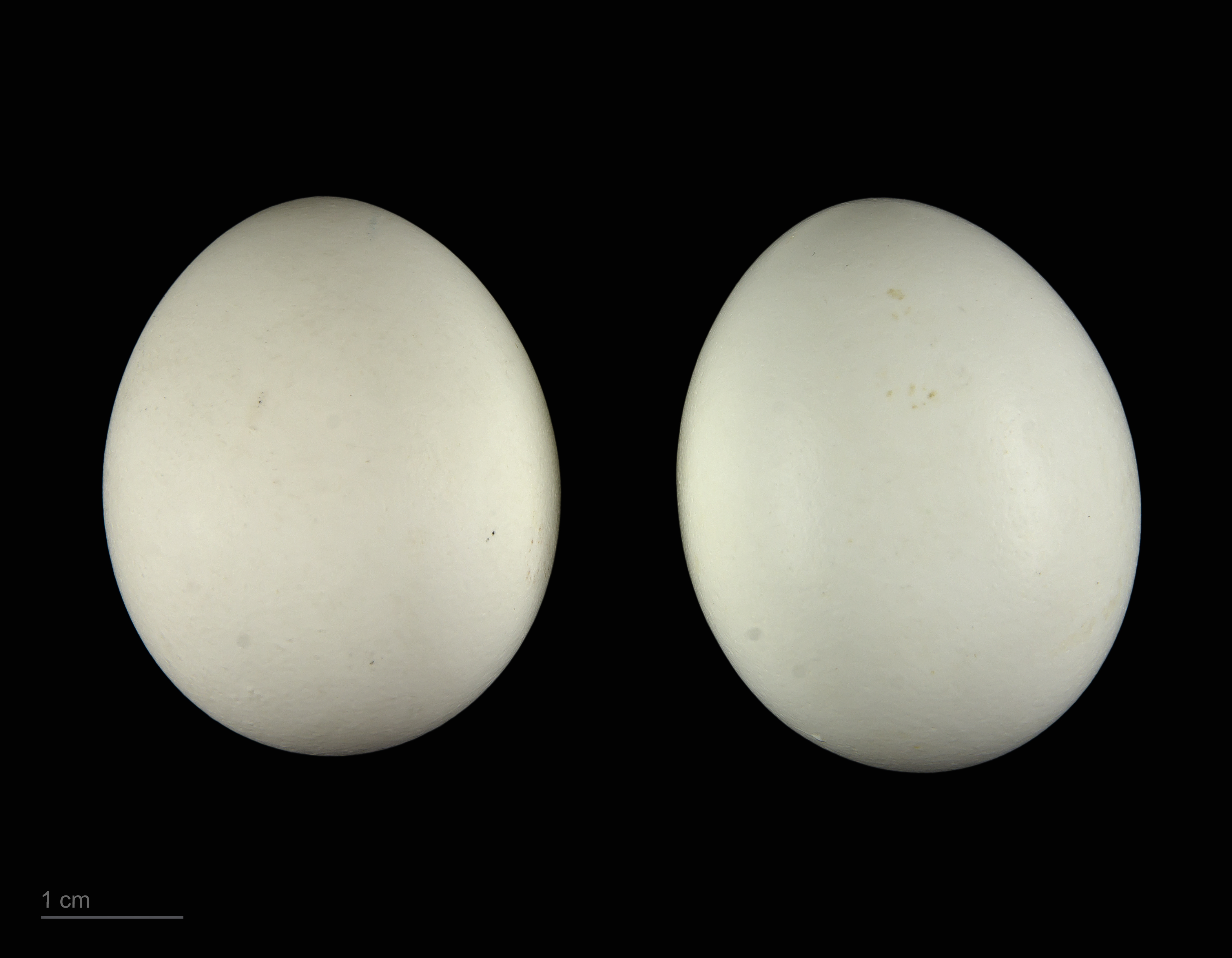
Œuf de Psittacus erithacus -  Muséum de Toulouse

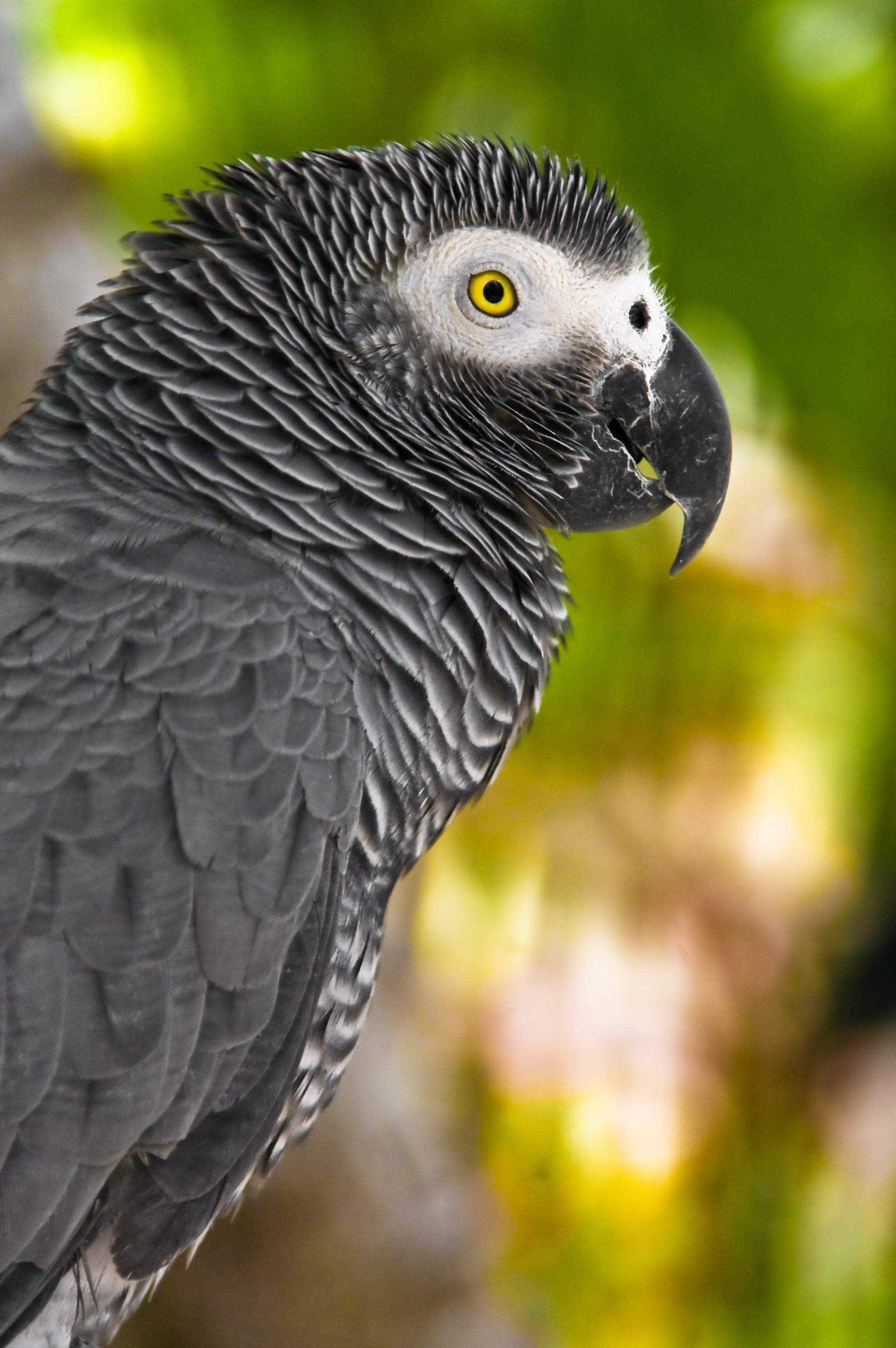
Psittacus erithacus

### Longévité
Le gris du Gabon peut atteindre un âge avancé en captivité. Il existe des cas recensés de gris du Gabon atteignant entre 73 et 93 ans, mais leur fiabilité est mise en doute. Le record le plus fiable serait de 49 ans. L'espérance de vie à l'âge adulte médiane en captivité est seulement de 8,2 ans, et dépend beaucoup des conditions de vie.

### Prédation
Les nids de gris du Gabon sont notamment la cible du Palmiste africain et d'autres rapaces, ainsi que des écureuils.

### Cognition
Le gris du Gabon est capable d'utiliser un miroir et de réagir à son propre reflet d'une manière similaire à des mammifères comme le dauphin ou les grands singes, voire comme les bébés humains. Ce sont les premiers oiseaux chez qui de tels comportements sont observés.

## Taxonomie
À la suite de l'étude phylogénique de Melo & O’Ryan (2007), le Congrès ornithologique international, dans sa classification de référence (version 4.2, 2014), divise cette espèce en deux. La sous-espèce P. e. timneh, qui est génétiquement différente, avec un plumage, un bec et des vocalisations différents, devient l'espèce Perroquet timneh (Psittacus timneh) avec une nouvelle sous-espèce P. t. princeps, la sous-espèce principale devenant ainsi une espèce monotypique.

## Le perroquet jaco et l'humain

### Conservation
Le gris du Gabon est classé comme "en danger" par l'UICN depuis 2016, en raison de son rapide déclin. Le nombre d'individus précis est cependant inconnu, mais a été estimé entre 500 000 et 12 700 000 individus entre 1990 et 2001.
Les populations de gris du Gabon régressent à cause du déboisement et anciennement du négoce. Ainsi, 360 000 individus ont été exportés entre 1994 et 2003, destinés à l'Europe pour 80 % d'entre eux.
Après 35 ans passés en annexe II (commerce international réglementé) de la Convention sur le commerce international des espèces de faune et de flore sauvages menacées d'extinction (CITES) (entre 1981 et 2016), le gris du Gabon est maintenant en annexe I, ce qui signifie que son commerce international est interdit.